# Ватра-Дорней
Ватра-Дорней (рум. Vatra Dornei) — місто у повіті Сучава в Румунії, що має статус муніципію. Адміністративно місту підпорядковані такі села (дані про населення за 2002 рік):
- Арджестру (631 особа)
- Рошу (491 особа)
- Тодірень (63 особи)

Місто розташоване на відстані 328 км на північ від Бухареста, 75 км на південний захід від Сучави, 147 км на північний схід від Клуж-Напоки.

## Особистості пов'язані з містом
- 18 серпня 1856 у місті народився Омелян Попович - президент Північної Буковини (листопад 1918, з грудня - в екзилі).

## Населення
За даними перепису населення 2002 року у місті проживала 16 321 особа.
Національний склад населення міста:
| Національність   | Кількість осіб | Відсоток |
| ---------------- | -------------- | -------- |
| румуни           | 16012          | 98,1%    |
| німці            | 109            | 0,7%     |
| угорці           | 95             | 0,6%     |
| цигани           | 54             | 0,3%     |
| українці         | 22             | 0,1%     |
| євреї            | 10             | 0,1%     |
| поляки           | 9              | 0,1%     |
| турки            | 3              | < 0,1%   |
| росіяни-липовани | 2              | < 0,1%   |
| татари           | 1              | < 0,1%   |
| чехи             | 1              | < 0,1%   |
| італійці         | 1              | < 0,1%   |

Рідною мовою назвали:
| Мова             | Кількість осіб | Відсоток |
| ---------------- | -------------- | -------- |
| румунська        | 16162          | 99,0%    |
| угорська         | 64             | 0,4%     |
| німецька         | 58             | 0,4%     |
| українська       | 19             | 0,1%     |
| циганська        | 8              | < 0,1%   |
| польська         | 4              | < 0,1%   |
| російська        | 1              | < 0,1%   |
| турецька         | 1              | < 0,1%   |
| татарська        | 1              | < 0,1%   |
| єврейська (їдиш) | 1              | < 0,1%   |

Склад населення міста за віросповіданням:
| Релігія                                       | Кількість осіб | Відсоток |
| --------------------------------------------- | -------------- | -------- |
| православні                                   | 15374          | 94,2%    |
| римо-католики                                 | 421            | 2,6%     |
| п'ятдесятники                                 | 149            | 0,9%     |
| адвентисти                                    | 137            | 0,8%     |
| баптисти                                      | 107            | 0,7%     |
| греко-католики                                | 36             | 0,2%     |
| реформати                                     | 28             | 0,2%     |
| бретрени                                      | 15             | 0,1%     |
| юдеї                                          | 11             | 0,1%     |
| лютерани (Синодально-пресвітеріанська церква) | 8              | < 0,1%   |
| мусульмани                                    | 6              | < 0,1%   |
| старообрядці                                  | 3              | < 0,1%   |
| атеїсти                                       | 3              | < 0,1%   |
| не релігійні                                  | 2              | < 0,1%   |
| унітарії                                      | 1              | < 0,1%   |
| лютерани                                      | 1              | < 0,1%   |